# Hanni Wenzel
Pour les articles homonymes, voir Wenzel.
 (mai 2019).
Si vous disposez d'ouvrages ou d'articles de référence ou si vous connaissez des sites web de qualité traitant du thème abordé ici, merci de compléter l'article en donnant les références utiles à sa vérifiabilité et en les liant à la section « Notes et références ».
Hanni Wenzel, née le 14 décembre 1956 à Straubing (RFA), est une ancienne skieuse alpine liechtensteinoise.

## Biographie
Née en Allemagne, Hanni, très jeune, et sa famille déménagent vers le Liechtenstein. Avec son frère Andreas, ils furent de grands champions de ski alpin. Après les championnats du monde 1974 et le titre mondial en slalom d'Hanni, toute la famille acquiert la citoyenneté liechtensteinoise. En 1976, Hanni devient la première médaillée olympique de sa nation en décrochant une médaille de bronze en slalom.
Elle remporte la coupe du monde en 1978, puis réalise sa plus grande saison en 1980 : elle gagne une deuxième coupe du monde, trois médailles aux Jeux olympiques de Lake Placid (deux médailles d'or en slalom et en géant et une médaille d'argent en descente) et le combiné de la FIS. Lors de ces Jeux olympiques, son frère remporte une médaille d'argent.
Hanni prend sa retraite sportive en 1984. Son palmarès est l'un des plus importants du ski alpin avec deux titres olympiques, deux titres de championne du monde, deux coupes du monde et 33 victoires sur le circuit de la coupe du monde.
Elle est mariée à l'ancien skieur autrichien Harti Weirather et leur fille Tina Weirather a aussi pratiqué le ski alpin en compétition.

## Palmarès

### Jeux olympiques
| Épreuve / Édition   | Descente | Géant | Slalom |
| JO 1976 Innsbruck   | 11e      | 20e   | Bronze |
| JO 1980 Lake Placid | Argent   | Or    | Or     |

Légende :
- : première place, médaille d'or
- : deuxième place, médaille d'argent
- : troisième place, médaille de bronze
- — : n'a pas participé à cette épreuve

### Championnats du monde
| Épreuve / Édition                    | Descente | Géant        | Slalom  | Combiné |
| Mondiaux 1974 Saint-Moritz           | 13e      | 7e           | Or      | Argent  |
| Mondiaux 1976 Innsbruck              | 11e      | 20e          | Bronze  | Bronze  |
| Mondiaux 1978 Garmisch-Partenkirchen | 29e      | 5e           | 6e      | Argent  |
| Mondiaux 1980 Lake Placid            | Argent   | Or           | Or      | Or      |
| Mondiaux 1982 Schladming             | —        | Non-partante | Abandon | —       |

Légende :
- : première place, médaille d'or
- : deuxième place, médaille d'argent
- : troisième place, médaille de bronze
- — : n'a pas participé à cette épreuve

### Coupe du monde
- Vainqueur du classement général en 1978 et 1980
  - Vainqueur de la coupe du monde de géant en 1974 et 1980
  - Vainqueur de la coupe du monde de slalom en 1978
  - Vainqueur de la coupe du monde de combiné en 1980 et 1983
  - 33 victoires : 2 descentes, 12 géants, 11 slaloms et 8 combinés
  - 89 podiums

#### Différents classements en coupe du monde
| Saison / Épreuve | Saison / Épreuve | Général | Général | Descente | Descente | Slalom | Slalom | Géant  | Géant  | Combiné | Combiné |
| ---------------- | ---------------- | ------- | ------- | -------- | -------- | ------ | ------ | ------ | ------ | ------- | ------- |
| Saison / Épreuve | Saison / Épreuve | Class.  | Points  | Class.   | Points   | Class. | Points | Class. | Points | Class.  | Points  |
| 1972             | 1972             | 40e     | 1       | -        | -        | -      | -      | 27e    | 1      | -       | -       |
| 1973             | 1973             | 5e      | 112     | 18e      | 6        | 6e     | 49     | 3e     | 53     | -       | -       |
| 1974             | 1974             | 3e      | 144     | 16e      | 2        | 4e     | 49     | 1er    | 71     | -       | -       |
| 1975             | 1975             | 2e      | 199     | 12e      | 17       | 2e     | 91     | 5e     | 42     | -       | -       |
| 1976             | 1976             | 9e      | 83      | 16e      | 16       | 9e     | 34     | 13e    | 15     | 6e      | 19      |
| 1977             | 1977             | 5e      | 150     | 11e      | 18       | 5e     | 57     | 8e     | 31     | -       | -       |
| 1978             | 1978             | 1er     | 154     | 15e      | 4        | 1er    | 110    | 2e     | 106    | -       | -       |
| 1979             | 1979             | 2e      | 240     | 10e      | 41       | 5e     | 81     | 2e     | 112    | -       | -       |
| 1980             | 1980             | 1er     | 311     | 3e       | 66       | 2e     | 100    | 1er    | 125    | 1er     | 90      |
| 1981             | 1981             | 3e      | 241     | 9e       | 42       | 6e     | 59     | 3e     | 78     | 2e      | 62      |
| 1982             | 1982             | 19e     | 72      | -        | -        | 9e     | 45     | 14e    | 27     | -       | -       |
| 1983             | 1983             | 2e      | 193     | -        | -        | 4e     | 82     | 5e     | 77     | 1er     | 52      |
| 1984             | 1984             | 2e      | 238     | 3e       | 77       | 7e     | 65     | 5e     | 69     | 4e      | 69      |

#### Détail des victoires
| Saison / Épreuve | Descente                    | Slalom                                   | Géant                                                                     | Combiné                                         | Total |
| 1974             | –                           | –                                        | Zell am See                                                               | –                                               | 1     |
| 1975             | –                           | Naeba Sun Valley                         | –                                                                         | –                                               | 2     |
| 1977             | –                           | –                                        | –                                                                         | Schruns                                         | 1     |
| 1978             | –                           | Maribor Berchtesgaden I Berchtesgaden II | Madonna di Campiglio Les Mosses II Stratton Mountain                      | –                                               | 6     |
| 1979             | –                           | Pfronten Maribor                         | Piancavallo                                                               | Pfronten                                        | 4     |
| 1980             | –                           | Bad Gastein Maribor                      | Limone Piemonte Berchtesgaden Arosa Megève (St-Gervais) Waterville Valley | Piancavallo / Limone Piemonte Bad Gastein       | 9     |
| 1981             | –                           | –                                        | –                                                                         | Megève I / Les Gets / Haus im Ennstal / Zwiesel | 2     |
| 1982             | –                           | Piancavallo I                            | –                                                                         | –                                               | 1     |
| 1983             | –                           | –                                        | Furano                                                                    | Les Diablerets                                  | 2     |
| 1984             | Haus im Ennstal Bad Gastein | Zwiesel                                  | Haus im Ennstal                                                           | Bad Gastein                                     | 5     |
| Total            | 2                           | 11                                       | 12                                                                        | 8                                               | 33    |

### Arlberg-Kandahar
- Meilleur résultat : 2e place dans le slalom 1975 à Saint-Gervais et le combiné 1975 à Chamonix/Saint-Gervais